# ヴァル・リュートン
ヴァル・リュートン（Val Lewton、1904年5月7日 - 1951年3月14日）は、アメリカ合衆国の映画プロデューサー。『キャット・ピープル』を手がけたことで知られている。

## 経歴
1904年5月7日、ヤルタに生まれる。サイレント映画時代に活躍した女優のアラ・ナジモヴァは母方の叔母にあたる。1909年、家族とともにアメリカ合衆国へ移り住む。コロンビア大学を卒業した。
ジャーナリストや小説家の職を経たのち、MGMにてデヴィッド・O・セルズニックの作品に関わる。1942年より、RKOにて低予算のホラー映画を製作する。当時は編集技師だったマーク・ロブソンとロバート・ワイズを監督に起用した。また、ジャック・ターナーと最良のパートナーシップを発揮しており、ターナー監督の『キャット・ピープル』は、オーソン・ウェルズ監督の『市民ケーン』と『偉大なるアンバーソン家の人々』の興行的な失敗で破綻しかけていたRKOの経営を救うことになる。一方、ホラー以外の製作作品では、必ずしもスタジオの期待に応えられたわけではなかった。
1951年3月14日、ロサンゼルスにて死去。心臓発作による46歳という若さでの死だった。『アパッチの太鼓』が遺作となった。

## フィルモグラフィー

### 長編映画
- キャット・ピープル Cat People （1942年） - 製作
- 私はゾンビと歩いた! I Walked with a Zombie （1943年） - 製作
- レオパルドマン 豹男 The Leopard Man （1943年） - 製作
- キャット・ピープルの呪い The Curse of the Cat People （1944年） - 製作
- ナチスに挑んだ女 Mademoiselle Fifi （1944年） - 製作
- 死体を売る男 The Body Snatcher （1945年） - 製作・脚本
- 吸血鬼ボボラカ Isle of the Dead （1945年） - 製作
- 恐怖の精神病院 Bedlam （1946年） - 製作・脚本
- アパッチの太鼓 Apache Drums （1951年） - 製作